# Santa Maria, Salvador e Santiago
Santa Maria, Salvador e Santiago (oficialmente: União das Freguesias de Torres Novas (Santa Maria, Salvador e Santiago)) é uma freguesia portuguesa do município de Torres Novas, com 39,65 km² de área e 8087 habitantes (censo de 2021). A sua densidade populacional é 204 hab./km². É uma das freguesias urbanas da cidade de Torres Novas.

## História
Foi criada aquando da reorganização administrativa de 2012/2013, resultando da agregação das antigas freguesias de Santa Maria, Salvador e Santiago com sede em (Torres Novas) Santa Maria.
Esta agregação acabou com uma das particularidades do concelho de Torres Novas: o facto de até aí ter tido uma das poucas freguesias portuguesas territorialmente descontínuas (Santiago).

Antigas freguesias que deram origem à União das Freguesias de Torres Novas (Santa Maria, Salvador e Santiago).

## Demografia
A população registada nos censos foi:
| Distribuição da População por Grupos Etários | Distribuição da População por Grupos Etários | Distribuição da População por Grupos Etários | Distribuição da População por Grupos Etários | Distribuição da População por Grupos Etários | Distribuição da População por Grupos Etários |
| -------------------------------------------- | -------------------------------------------- | -------------------------------------------- | -------------------------------------------- | -------------------------------------------- | -------------------------------------------- |
| Antes da agregação                           |                                              |                                              |                                              |                                              |                                              |
| Ano                                          | 0-14 anos                                    | 15-24 anos                                   | 25-64 anos                                   | >= 65 anos                                   | Total                                        |
| 2001                                         | 1292                                         | 1224                                         | 4893                                         | 1818                                         | 9227                                         |
| 2011                                         | 1251                                         | 749                                          | 4398                                         | 1848                                         | 8246                                         |
| Após a agregação                             |                                              |                                              |                                              |                                              |                                              |
| Ano                                          | 0-14 anos                                    | 15-24 anos                                   | 25-64 anos                                   | >= 65 anos                                   | Total                                        |
| 2021                                         | 1054                                         | 877                                          | 4165                                         | 1991                                         | 8087                                         |

## Localidades
Na antiga freguesia de Santa Maria
- Barreira Alva
- Marruas
- Liteiros
- Gavata
- Bonflorido
- Ribeira da Boa Água
- Pinheira Grande
- Caveira
- Foros da Barreta
- Carril
- Vale Carvão
- Torres Novas

Na antiga freguesia de Salvador
- Alcorriol
- Terras Pretas
- Torres Novas

Na antiga freguesia de Santiago
- Pintainhos
- Carreiros da Areia
- Poços
- Gateiras de Santo António
- Casais Sebes
- Casal Sentista
- Torres Novas

## Património Cultural
Referência: https://www.uftn-santamariasalvadorsantiago.com/patrimonio

### Bonflorido

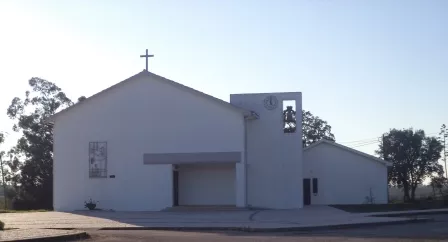
Igreja Paroquial de Bonflorido

### Carril

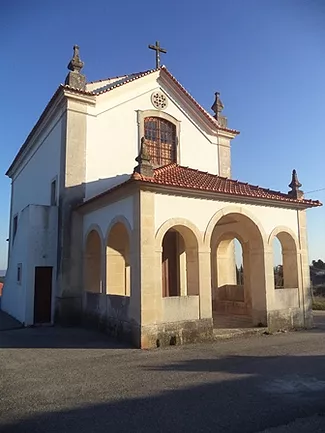
Capela de Santa Quitéria

### Marruas

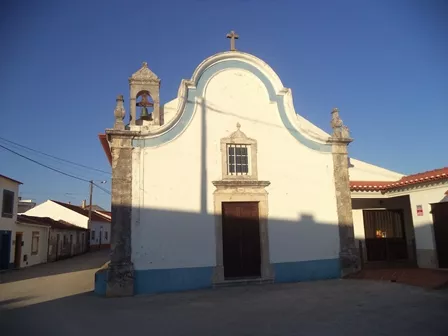
Capela de São Domingos

### Liteiros

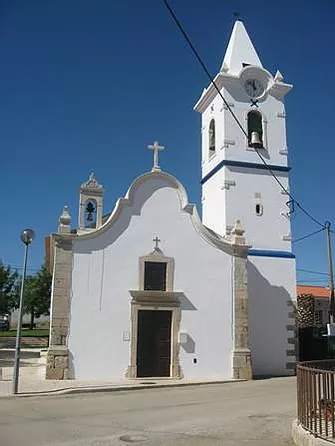
Capela de Nossa Senhora do Rosário

### Capela do Vale

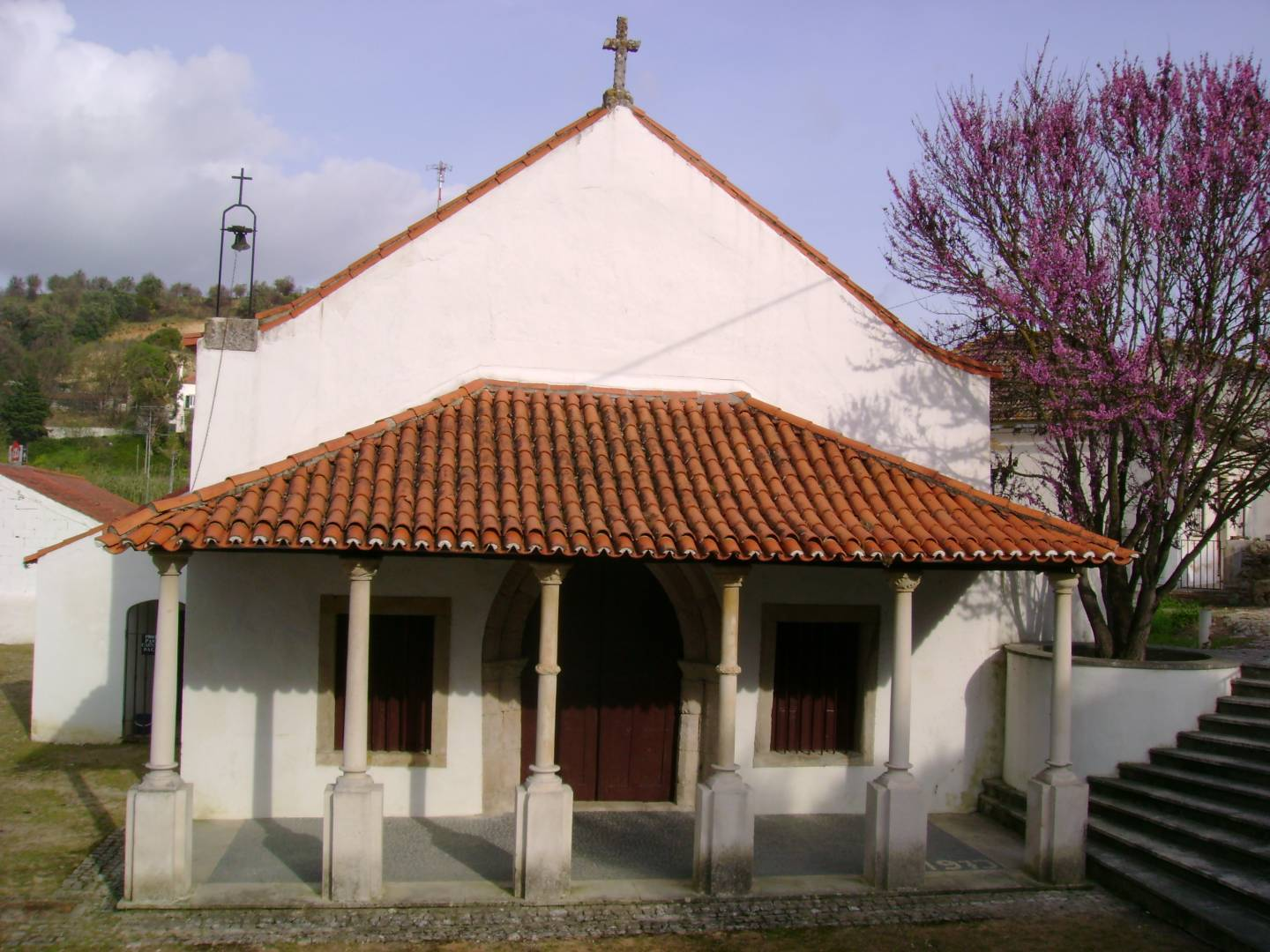

### Torres Novas (Salvador)

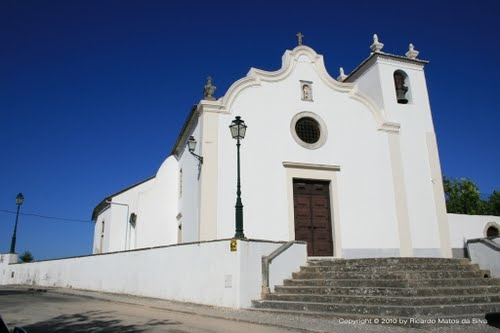
Igreja Matriz de Salvador

### ALCORRIOL

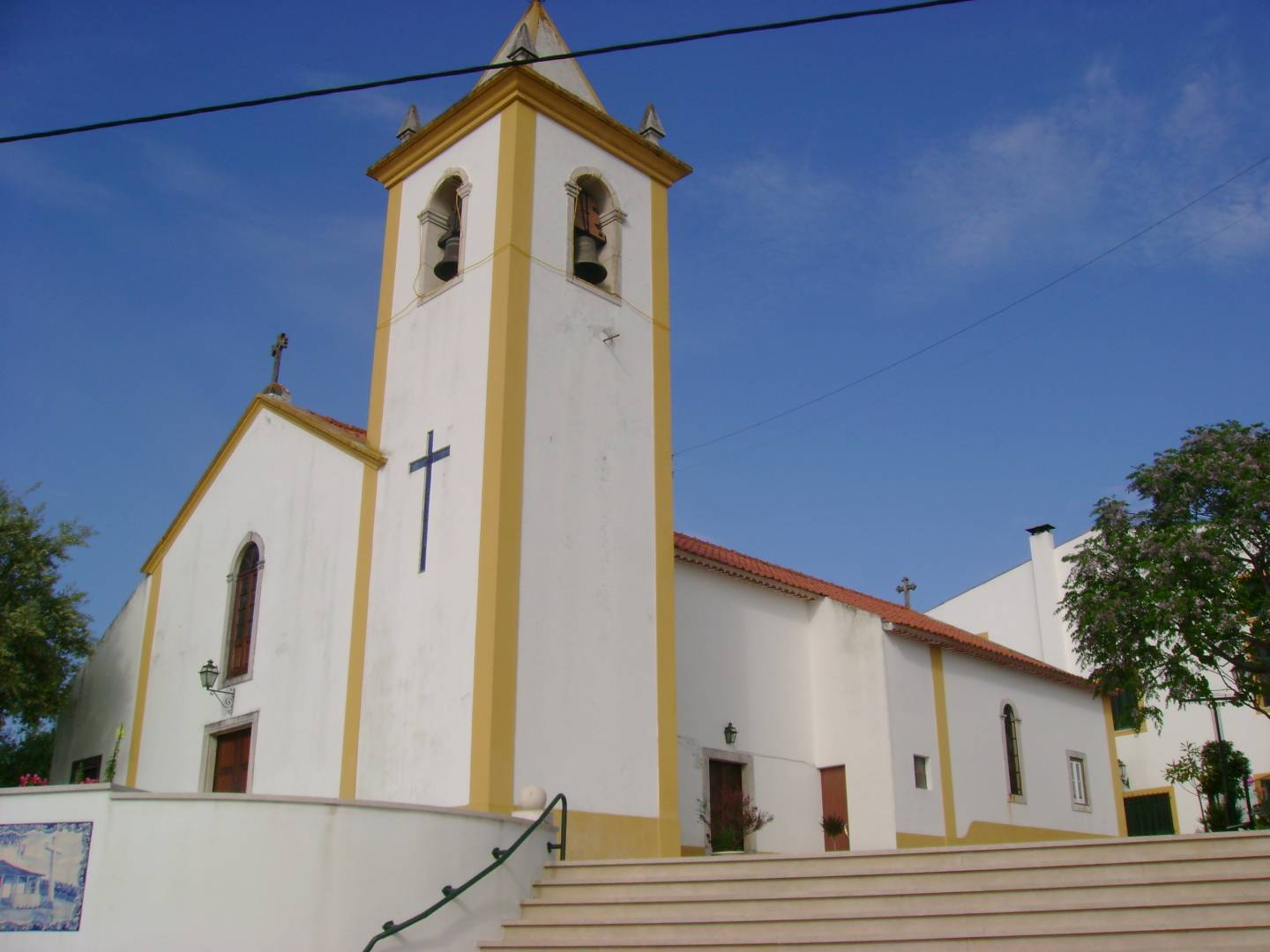
Capela de Nossa Senhora do Monte

### Torres Novas (Santiago)

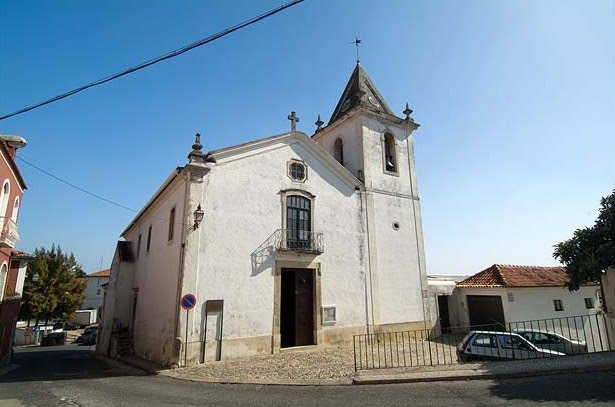
Igreja Matriz de Santiago

### Carreiro de Areia

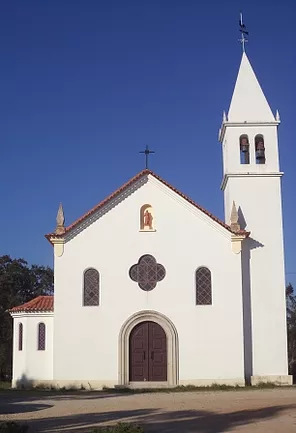
Capela de Nossa Senhora de Fátima

- Vila Lusitano-Romana junto de Torres Novas (ruínas) - Villa Cardillio
- Igreja da Misericórdia de Torres Novas
- Unidade de Turismo Casa dos Arrábidos (antigo Convento dos Frades Arrábidos, contíguo à Capela de Santo António)
- Museu Municipal Carlos Reis
- Quinta do Marquês;
- Parque da Liberdade;
- Tarambola;
- Largo José Lopes dos Santos;
- Rotunda Heróis de Diu;
- Painel de Gil Paes;
- Praça do Peixe;

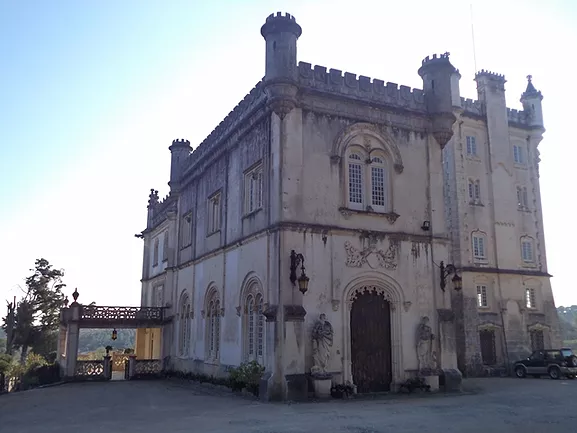
Quinta do Marquês
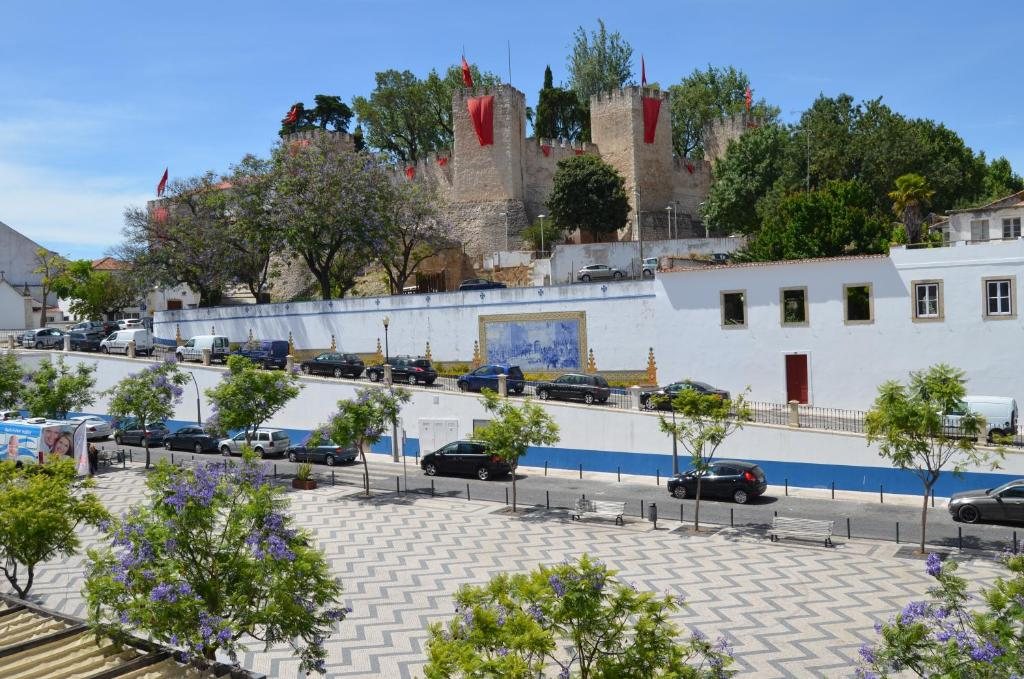
Praça 5 de Outubro
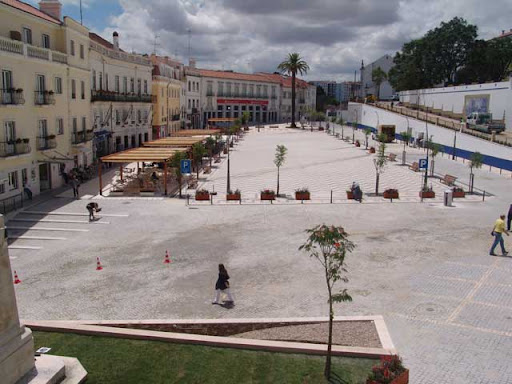

## Associativismo
- Associação Columbófila do Distrito de Santarém
- Rancho Folclórico de Torres Novas
- Rancho Folclórico e Etnográfico de Casal Sentista
- Clube União Carreiro Areia
- Clube de Campismo Torrejano
- Associação de Reformados e Pensionistas de Torres Novas
- OS SARIEVAC - Clube Desportivo Cultural Caveirense
- Cine Clube de Torres Novas
- Clube de Natação de Torres Novas
- Banda Operária Torrejana
- Choral Pydellius
- União Desportiva e Recreativa da Zona Alta
- Associação de Caçadores Garça Real
- Centro Social Cultural e Recreativo de Liteiros
- Associação Cultural Desportiva e Recreativa de Marruas
- Clube de Caçadores da Pinheira Mansa de Alcorriol
- Rancho Folclórico "Os Ceifeiros" de Liteiros

## Estabelecimentos de Ensino
- Escola Básica e Secundária de Artur Gonçalves
- Centro Escolar de Santa Maria